# Symphodus doderleini
El tord flassader, el saig o el tord ( Symphodus doderleini) és una espècie de peix de la família dels làbrids i de l'ordre dels perciformes.

## Morfologia
- Els mascles poden assolir els 10 cm de longitud total.
- Color rogenc o taronja, amb una petita taca negra a l'aleta caudal, una banda longitudinal argentada al mig de cada costat i a sobre una altra d'un color terrós fosc.[1]

Als dos anys les femelles poden passar a ser mascles. Són molt territorials.

## Hàbitat
Viu principalment a les praderies de fanerògames marines i, en general, no s'apropa a les costes rocalloses.

## Distribució geogràfica
Es troba a la Mediterrània (llevat del golf del Lleó) i al Mar de Màrmara. No és freqüent a les costes dels Països Catalans.